# Aurore Urani
Aurore Climence le 27 juin 1987, est une judokate française.

## Biographie
Elle est médaillée d'or aux Championnats d'Europe par équipes de judo en 2007. Elle est médaillée de bronze en moins de 48 kg et médaillée de bronze par équipes à l'Universiade d'été de 2011. Elle remporte la médaille d'or des moins de 48 kg aux Jeux de la Francophonie de 2009.
Au niveau national, elle est sacrée championne de France en 2007, janvier 2010 et novembre 2010.
Elle est séparée du judoka Florent Urani avec qui elle a eu deux enfants

## Palmarès

### Championnats de France

#### Individuel
- Médaille de bronze lors des championnats de France 2014 à Villebon-sur-Yvette
- Médaille de Bronze lors des Championnats de France 2012 à Montpellier
- Médaille d'Or lors des Championnats de France 2010 à Périgueux
- Médaille d'Or lors des Championnats de France 2010 à Montbéliard
- Médaille de Bronze lors des Championnats de France 2009 à Paris
- Médaille de Bronze lors des Championnats de France 2008 à Toulon
- Médaille d'Or lors des Championnats de France 2007 à Dijon
- Juniors :
  -  Médaille d'argent en 2005 et  Médaille de Bronze en 2004 et 2006 à Paris
  -  Médaille de Bronze aux unss 2005 à Paris
- Cadets :
  -  Médaille d'Or en 2003 à Paris

#### Équipes
- Médaille de bronze lors des championnats de France par équipes 2016 à Lyon
- Médaille de bronze lors des championnats de France par équipes 2014 à La Roche-sur-Yon
- Médaille de bronze lors des championnats de France par équipes 2008 à Paris
- 5ème lors des championnats de France par équipes 2006 à Besançon, 2009 à Paris et 2015 à Toulouse

### Tournois

#### Individuel
- Médaille de Bronze lors du Grand Prix de Tbilissi en 2015

- Médaille de Bronze lors des Universiades 2011 à Shenzhen

- Médaille de Bronze lors du Grand Prix d'Abu Dhabi en 2010

- Médaille d'Or aux Jeux de la Francophonie 2009 à Beyrouth

- Médaille de Bronze lors du Grand Chelem de Paris en 2009

#### Équipes
Médaille de Bronze lors de l'European Club Championships 2014 à Hoofddorp
 Médaille de Bronze lors des Universiades par équipes 2011 à Shenzhen

#### Autre
- Club : Ste Geneviève Sports depuis 2005
- Grade : Ceinture Noire 3ème Dan